# Werner Neumann
Werner Neumann (ur. 21 stycznia 1905 w Königstein/Sächsische Schweiz, zm. 24 kwietnia 1991 w Lipsku) – niemiecki muzykolog.

## Życiorys
Studiował grę fortepianową i teorię w konserwatorium w Lipsku u Hermanna Grabnera i Ottona Weinreicha. Odbył także studia w zakresie psychologii i muzykologii u Theodora Kroyera i Hermanna Zencka na Uniwersytecie Lipskim. W 1938 roku uzyskał tytuł doktora na podstawie pracy J. S. Backs Chorfuge: Ein Beitrag zur Kompositions-Technik Backs (wyd. Lipsk 1938; 2 wyd. 1950). Wykładał w lipskiej Hochschule für Musik. W 1950 roku zorganizował w Lipsku Bach-Archiv, od 1953 roku był także współredaktorem „Bach-Jahrbuch”. Pracował też przy Neue Bach-Ausgabe.
Specjalizował się w badaniach nad twórczością Johanna Sebastiana Bacha, szczególnie nad jego kompozycjami kantatowymi. Wspólnie z Hansem-Joachimem Schulzem zainicjował monumentalne wydawnictwo „Bach-Dokumente”, zawierające pełną dokumentację życia i twórczości lipskiego kantora.

## Ważniejsze prace
(na podstawie materiałów źródłowych)
- Handbuch der Kantaten Johann Sebastian Bachs (Lipsk 1947; 2. wyd. 1953, 3. wyd. poszerz. 1967, 4. wyd. 1971)
- Auf den Lebenswegen Johann Sebastian Bachs (Berlin 1953; 4. wyd. 1962)
- Johann Sebastian Bach: Sämtliche Kantatentexte (Lipsk 1956; 2. wyd. 1967)
- Bach: Eine Bildbiographie (Monachium 1960; 2. wyd. 1961; tłum. ang. pt. Bach and His World 1961)
- Das kleine Bachbuch (Salzburg 1971)
- Schriftstücke von der Hand Johann Sebastan Bachs, red. wspólnie z Hansem-Joachimem Schulzem (Bach-Dokumente I, Lipsk 1963)
- Fremdschriftliche und gedruckte Dokumente zur Lebensgeschichte Johann Sebastian Bachs 1685–1750, red. wspólnie z Hansem-Joachimem Schulzem (Bach-Dokumente II, Lipsk 1969)
- Bilddokumente zur Lebensgeschichte Johann Sebastian Bachs, red. wspólnie z Hansem-Joachimem Schulzem (Bach-Dokumente IV, Lipsk 1978)